# Екатерина Австрийская
Екатерина (Каталина) Австрийская (исп. Catalina de Austria, порт. Catarina de Áustria; 14 января 1507, Торкемада, Кастилия и Леон — 12 февраля 1578, Лиссабон) — урожденная эрцгерцогиня Австрийская, инфанта Испанская и принцесса Бургундии. Супруга короля Португалии Жуана III. Регентша Португальского королевства при своём внуке короле Себастьяне I.

## Биография

### Происхождение и Ранняя жизнь
Королева Португалии Екатерина Австрийская родилась в январе 1507 года, в семье королевы Кастилии и Арагона Хуаны I и эрцгерцога Австрийского Филиппа Красивого. Была названа в честь своей тёти по материнской линии королевы Англии Екатерины Арагонской, супруги короля Генриха VIII.
Со стороны своей матери инфанта происходила из Трастамарской династии и являлась внучкой великих католических королей - королевы Кастилии и Леона Изабеллы I и короля Арагона Фердинанда II. Со стороны отца происходила из династии Габсбургов, являлась внучкой императора Священной Римской империи Максимилиана I и могучей герцогини Марии Бургундской. Среди её братьев и сестёр являлись императоры Священной Римской империи - Карл V и Фердинанд I, королева Венгрии и Богемии - Мария Австрийская, королева Дании, Норвегии и Швеции - Изабелла Австрийская, и королева сначала Португалии, а после Франции - Элеонора Австрийская.
Екатерина родилась после смерти отца, когда её мать, и при жизни мужа бывшая не в себе, стала совершенно психически невменяемой. Хуана относилась к ребёнку, как к последнему, что осталось у неё от мужа. Она считала, что он говорит с ней посредством лепета младенца. Кровать девочки помещалась в алькове комнаты, попасть в который можно было лишь мимо Хуаны. Единственным развлечением ребёнка было смотреть в окно. Когда будущая королева Португалии уже девушкой была забрана оттуда ко двору в преддверии подготовки брака, все отмечали её некоторую неадекватность.

### Королева Португалии
10 февраля 1525 года Екатерина вышла замуж за своего двоюродного брата, короля Португалии Жуана III. В браке было рождено девять детей, из которых выжило лишь двое. В 1527 году была рождена девочка Мария-Мануэла Португальская, пережившая раннее детство и в 1537 году у Екатерины родился сын – принц Жуан Мануэл, также переживший детство.
Екатерина Австрийская очень заботилась об образовании своих детей и просвещении своего обширного королевского  двора. Собрав большую библиотеку ценных книг, королева Португалии взяла под своё покровительство несколько женщин-учёных гуманистического направления: Жоану Ваз, Публию Гортензию де Кастро и поэтессу Луизу Сигея де Веласко. Жоана Ваз отвечала за обучение Марии-Мануэлы Португальской и племянницы Екатерины Австрийской Марии Португальской, герцогини Визеу, которая именовалась одной из самых образованных женщин того времени.
В 1552 году Жуан Мануэл женился на своей двоюродной сестре инфанте Хуане Австрийской, которая родила ему после его смерти в 1554 году сына – Себастьяна.
После смерти Жуана III в 1557 году на троне оказался малолетний Себастьян. Начался спор за право на регентство между матерью юного короля и Екатериной Австрийской, который окончился тем, что по решению Карла V бразды правления уходили в руки Екатерины, а Хуана была отправлена в Испанию для правления в отсутствие её брата Филиппа.
В правление регентши была остановлена португальская экспансия в Китае после приобретения Макао в 1557 году и Дамана в 1559 году. Церковь продолжала бороться за приход к власти. Законодательная деятельность была сосредоточена на религиозных вопросах, таких как консолидация инквизиции, её экспансия в Индию, создание новых епископств в крупных городах и колониях. Единственным важным культурным достижением было создание нового университета в Эворе, но и здесь также чувствовалось религиозное влияние при дворе, поскольку он был передан иезуитам. Многое было вложено в военную оборону территорий. На пути в Бразилию и Индию были постоянными нападения пиратов, а мусульмане угрожали владениям в Марокко, нападая на Мазаган в 1562 году. Таким образом цель состояла в том, чтобы защитить торговый флот и построить или восстановить крепости вдоль побережья.
В 1562 году Екатерина Австрийская передала регентство Энрике Португальскому, ставшему после смерти Себастьяна в 1578 году королём Португалии и после последним представителем Ависской династии на троне.

### Коллекция заморских предметов
Екатерина Австрийская обладала одной из самых ранних и лучших коллекций китайского фарфора. Она приобрела большое количество фарфора и экзотики из Азии, которые регулярно прибывали в Лиссабон для украшения королевского дворца. Все эти драгоценности служили символом монаршей власти самой Екатерины.
Её коллекция стала первой кунсткамерой на Пиренейском полуострове.
Королева Португалии следовала традиции, установленной ранее королём Мануэлем I, который приобретал фарфор для своей жены Марии Арагонской (тёти Екатерины), было зарегистрировано 692 предмета фарфора и других заморских предметов, купленных Мануэлем I для своей супруги.
В коллекцию заморских вещей Екатерины входили также такие вещи как: окаменелые зубы акулы, голова змеи, заключенная в золото, камни из яшмы в форме сердца, коралловая ветвь, используемая в качестве защиты от злых духов, камни из безоара, рог единорога (он же бивень нарвала) и груды из россыпных драгоценных камней и камней, таких как рубины, изумруды и бриллианты.

### Смерть
Екатерина Австрийская умерла зимой 1578 года в Лиссабоне, в возрасте 71 года.

## Семья
10 февраля 1525 года она вышла замуж за короля Португалии Жуана III. Родила девять детей, из которых только двое достигли взрослого возраста:
- Афонсу (1526)
- Мария (1527—1545), первая жена короля Испании Филиппа II;
- Изабелла (1529)
- Беатриса (1530)
- Мануэл (1531—1537)
- Филипп (1533—1539)
- Диниш (1535—1537)
- Жуан Мануэл (1537—1554), от его брака с Хуаной Австрийской родился король Себастиан
- Антонио (1539—1540).